# Winnie l'ourson (film, 2011)
Série Classiques d'animation Disney
Raiponce
(2010) Les Mondes de Ralph
(2012)
Série Winnie l'ourson
Winnie l'ourson et l'Éfélant
(2005)
Pour plus de détails, voir Fiche technique et Distribution.
Winnie l’ourson (Winnie the Pooh) est le 120e long-métrage d'animation et le 51e « Classique d'animation » des studios Disney. Mettant en scène Winnie l’ourson et les autres personnages créés par A. A. Milne, il est réalisé et co-écrit par Stephen J. Anderson et Don Hall, et sorti en 2011.

## Synopsis
Le film s'inspire de trois histoires trouvées dans les livres de A. A. Milne : In Which Eeyore Loses a Tail and Pooh Finds One, In Which Piglet Meets a Heffalump (Winnie the Pooh) et In Which Rabbit Has a Busy Day and We Learn What Christopher Robin Does in the Mornings (The House at Pooh Corner).
Winnie se réveille comme d'habitude affamé de miel. Tout en en cherchant, il découvre que Bourriquet a perdu sa queue. Porcinet, Coco Lapin, Tigrou, Maman Gourou, Petit Gourou et Maître Hibou viennent à la rescousse, et Jean-Christophe décide d'organiser un concours pour trouver une nouvelle queue à Bourriquet. Le prix de ce concours est un pot de miel.

## Fiche technique
- Titre original : Winnie the Pooh
- Titre français : Winnie l'ourson
- Réalisation : Stephen J. Anderson et Don Hall
- Scénario :  Stephen J. Anderson et Don Hall d'après les personnages d'Alan Alexander Milne d’après une histoire originale de Stephen J. Anderson, Don Hall, Clio Chang, Kendelle Hoyer, Jeremy Spears, Nicole Mitchell, Brian Kesinger et Don Dougerthy
- Storyboard : Burny Mattinson (supervision), Paul Briggs, Clio Chiang, Jeremy Spears, Brian Kesinger et Nicole Mitchell
- Animation : Andreas Deja (superviseur de Tigrou), Mark Henn (superviseur de Winnie l'Ourson et de Jean-Christophe), Eric Goldberg (superviseur de Coco Lapin), Dale Baer (superviseur du Poil Long)
- Musique  : Hans Zimmer ; Robert Lopez et Jeff Marx (chansons)
- Production : Peter Del Vecho, Clark Spencer ; John Lasseter (exécutif) ; Craig Sost (associé)
- Société de production : Walt Disney Pictures
- Société de distribution : Walt Disney Pictures
- Pays d'origine:  États-Unis
- Format : Couleurs - 35 mm  - 1,85:1  - Dolby Digital / DTS / SDDS
- Durée : 63 minutes
- Budget : 30 millions de dollars[1]
- Dates de sortie  : 
  - Belgique : 6 avril 2011
  - France : 13 avril 2011
  - États-Unis et Canada : 15 juillet 2011

## Distribution

### Voix originales
- Jim Cummings : Mandrin / Tigrou
- Bud Luckey : Bourriquet
- Travis Oates : Porcinet
- Tom Kenny : Coco Lapin
- Craig Ferguson : Maître Hibou
- Kristen Anderson-Lopez : Maman Gourou
- Wyatt Hall : Petit Gourou
- Jack Boulter : Jean-Christophe
- Huell Howser : Poil-Long
- John Cleese : Narrateur
- Zooey Deschanel : chanteuse soliste[2],[3]

### Voix françaises
- Jean-Claude Donda : Mandrin
- Patrick Préjean : Tigrou
- Wahid Lamamra : Bourriquet
- Hervé Rey : Porcinet
- Michel Mella : Coco Lapin
- Bernard Alane : Maître Hibou
- Céline Monsarrat : Maman Gourou
- Bonnie Lener : Petit Gourou
- Tom Trouffier : Jean-Christophe
- Philippe Valmont : Poil-Long
- François Berland : Narrateur

### Voix québécoises
- Pierre Verville[4] : Mandrin
- Daniel Picard : Tigrou
- Vincent Potel : Bourriquet
- Daniel Lesourd : Porcinet
- Denis Michaud : Coco Lapin
- Jacques Lavallée : Maître Hibou
- Madeleine Arsenault : Maman Gourou
- Nicolas DePasillé-Scott : Petit Gourou
- Thomas-Fionn Tran : Jean-Christophe
- Guillaume Champoux : Poil-Long
- Vincent Davy : Narrateur
- Pascale Montreuil : chanteuse soliste
- Pierre Bédard, Nancy Fortin, Catherine Léveillé et José Paradis : Chœurs

## Chansons du film
- Winnie l'ourson (Winnie the Pooh) - Soliste
- Chanson du p'tit bidon ou La Chanson du bedon au Québec (The Tummy Song) - Winnie
- Une mission importante ou Quelque chose d'important à faire au Québec (A Very Important Thing To Do) - Soliste
- Le Poil long (The Backson Song) - Winnie, Maître Hibou et la bande
- Ce sera génial ou Ce sera épatant au Québec (It's Gonna Be Great) - Bourriquet et Tigrou
- Chanson du gagnant ou À toi le bon miel au Québec (Winner Song) - Winnie et la bande
- Tout ce miel, quel trésor ou Tout n'est fait que de miel au Québec (Everything Is Honey) - Winnie, Grand Gourou et tous
- Tout ce miel, quel trésor (Finale) ou Tout n'est fait que de miel (Finale) au Québec (Everything Is Honey) - Winnie et tous
- So Long - Soliste

## Production

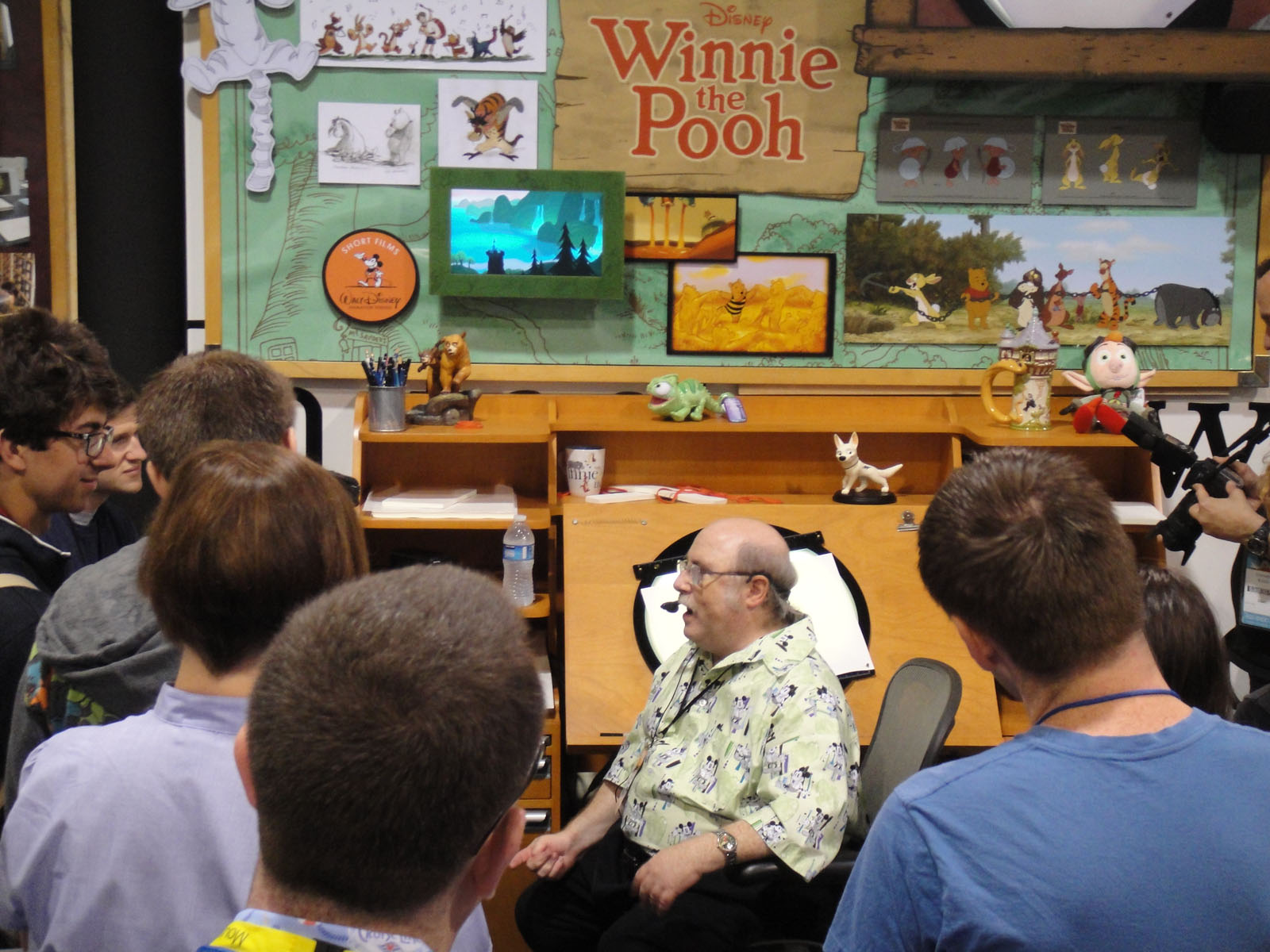
Exposition en 2011 d'éléments de production du film Winnie l'ourson avec Eric Goldberg.

Ce long-métrage animé, de façon traditionnelle en 2D, regroupe trois histoires tirées des ouvrages d'A. A. Milne à la manière des Aventures de Winnie l'ourson (1977). À l'origine, le projet devait comporter, un peu à la façon de Fantasia 2000, un des anciens moyens-métrages mais John Lasseter aurait été tellement emballé par le projet que tout le long-métrage est inédit. Et c'est le cinquième film d'animation de Winnie l'ourson qui sort au cinéma et le deuxième des studios Disney.
La famille de Coco Lapin et ses amis (qui apparaissent dans les histoires de A. A. Milne) aurait été présente pour la première fois à l'écran (même s'ils apparaissent de manière anecdotique dans le premier film lors du générique d'ouverture sous la mention « Rabbit's Friends and Relations »). Finalement, leur scène a été coupée et n’est visible que dans l'édition DVD du film dans les bonus.
Le film a été réalisé par le scénariste-réalisateur Stephen J. Anderson et le scénariste Don Hall (sa première réalisation) qui ont notamment travaillé sur Bienvenue chez les Robinson, Tarzan, Kuzco, l'empereur mégalo et Frère des ours.
L’équipe des scénaristes se compose, en plus d’Anderson et d’Hall, de Clio Chang & Kendelle Hoyer (Paperman), de Brian Kesinger, Nicole Mitchell, Jeremy Spears et de Don Dougerthy. Burny Mattinson (réalisateur et scénariste de Basil, détective privé et Le Noël de Mickey) est crédité comme chef du scénario, du storyboard et de l’histoire. Paul Briggs (chef de l’histoire sur La Reine des neiges et Les Nouveaux Héros, scénariste et co-auteur de l’histoire sur Get a Horse! et Lutins d'élite, mission Noël) fait partie de l’équipe des storyboardeurs et apporte une aide à l’écriture du script et de l’histoire du film. 
L'équipe artistique regroupe entre autres Eric Goldberg (responsable de l’animation du Génie dans Aladdin), Mark Henn et Andreas Deja, responsables respectivement de la princesse Tiana et de Mama Oddie dans La Princesse et la Grenouille.
Au cinéma, le film est précédé par le court-métrage La Ballade de Nessie qui est disponible dans les bonus de l'édition vidéo.

## Doublage français
C'est le premier film de la saga où Roger Carel ne double pas Winnie et Coco Lapin, bien qu'il ait enregistré la bande annonce :  souffrant au début des enregistrements, en décembre 2010, il a cédé sa place à Jean-Claude Donda qui a déjà doublé Winnie pour les chansons depuis Les Aventures de Tigrou. Quant à Coco Lapin, il est doublé par Michel Mella, qui avait doublé le personnage dans les chansons depuis Winnie l'ourson 2 : Le Grand Voyage.[réf. nécessaire]

## Réception
Le film a reçu 90 % de critiques positives aux États-Unis.[réf. nécessaire] Lors de sa sortie en France, le film reçoit dans l'ensemble un accueil favorable de la part des critiques de presse. [réf. nécessaire]

## Box-office
- Mondial : 32,186,481 $  [6]
- États-Unis : 25,726,481 $
- France : 210 000 entrées

## Sorties vidéo
- France : 24 août 2011 (DVD)
- États-Unis : octobre 2011 (DVD simple, combo DVD + Blu Ray, combo DVD + Blu Ray + copie digitale)

Jusqu'à présent aucune annonce officielle pour une sortie Blu Ray en Europe.